# Virtue Is Its Own Reward
Virtue Is Its Own Reward é um filme mudo norte-americano de 1914, do gênero drama, dirigido por Joe De Grasse e estrelado por Lon Chaney. O filme é agora considerado perdido.

## Elenco
- Pauline Bush - Annie Partlan
- Gertrude Bambrick - Alice
- Tom Forman - Seadley Swaine
- Lon Chaney - Duncan Bronson